# حادثة إطلاق نار كنيس بيتسبورغ
حادثة إطلاق نار كنيس بيتسبورغ (بالإنجليزية: Pittsburgh synagogue shooting)‏ هو حادث إطلاق نار جماعي في كنيس تري أوف لايف (شجرة الحياة)-كنيس أور لسيمخا الواقع في حي سكويرل هيل السكني بمدينة بيتسبرغ بولاية بنسيلفانيا الأمريكية، بتاريخ 27 أكتوبر عام 2018. وذلك حوالي الساعة العاشرة صباحاً بحسب التوقيت المحلي. وأفادت السلطات عن وقوع عدة وفيات وعدد من الجرحى الآخرين (من بينهم أربعة من رجال الشرطة). اعتُقل المشتبه به روبرت باورز. وقع إطلاق النار خلال إحدى أيام السبت، وصرخ مطلق النار «يجب أن يموت جميع اليهود» قبل أن يفتح النار على الناس داخل الكنيس.
أصدرت منظمة رابطة مكافحة التشهير تصريحاً من قبل مديرها التنفيذي جوناثان غرينبلات بأن هذا الهجوم هو «أسوأ هجوم يضرب الأقلية اليهودية من حيث عدد القتلى في تاريخ الولايات المتحدة.» وهو عموماً أسوء حادث إطلاق نار جماعي في البلاد منذ حادثة إطلاق النار في باركلاند 2018 بولاية فلوريدا قبل ثمانية أشهر.

## الضحايا
قتل على إثر الحادث 11 شخصاً، ثلاثة في الطابق الأرضي، أربعة في الطابق السفلي في الكنيس، وواحد على الأقل في المبنى. وأصيب ستة آخرون، من بينهم أربعة من ضباط الشرطة الذين تم إطلاق النار عليهم. تم نقل غالبية الضحايا إلى المركز الطبي لجامعة بيتسبرغ (UPMC) و ومستشفى الرحمة التابع له (UPMC Mercy)، في حين نُقِلَ المشتبه به إلى مستشفى أليغيني العام. وبرز من الضحايا الأخوين سيسيل (59 عاماً) وديفيد روزنتال (54 عاماً) الذين كانا يحضران الكنيس منذ صغرهما وكانا يعانيان من إعاقات في التعلم، وكذلك كان من الضخايا الطاعنين في السن بيرنيس سيمون (عمرها 84 سنة)
وسيلفان سيمون (عمره 86 سنة) المتزوجان.
أمَّا الاشخاص الذين قتلوا فهم:
- جويس فاينبرج (عمرها 75 سنة)
- ريتش غوتفريد (عمره 65 سنة)
- روز روز مالينجر (عمرها 97 سنة)
- جيري رابينوفيتش (عمره 66 سنة)
- سيسيل روزنتال (عمره 59 سنة)
- ديفيد روزنتال (عمره 54)
- بيرنيس سيمون (عمرها 84 سنة)
- سيلفان سيمون (عمره 86 سنة)
- دانيال شتاين (عمره 71 سنة)
- ميلفن واكس (عمره 88 سنة)
- إيرفينج يونغر (عمره 69 سنة)

## ردود الفعل
أصدر الرئيس الأمريكي دونالد ترامب وعدد من السياسيين أبرزهم حاكم ولاية بنسيلفانيا توم وولف تصريحات منددة بالحادثة على تويتر، حيث وصف الحاكم وولف الحادث بأنها «مأساة بكل ما تحمله الكلمة من معان». وقال ترامب في خطاب وجهه لوسائل الإعلام قبل توجهه إلى أحد الفعاليات التي يقيمها لمؤيديه أنه كان من الممكن منع وقوع الحادثة لو قام الكنيس بتوظيف عناصر مسلحين لحماية المبنى قائلاً: «لو كان ثمة حارسٌ مسلحٌ داخل المعبد، لكانوا قادرين على إيقافه». كما اقترح ترامب تطبيق عقوبة الإعدام على المشتبه به. فيما قال رئيس الكنيس السابق مايكل آيزينبرغ أن قوات الشرطة كانت تخصص حماية أمنية خاصة للكنيس خلال الأيام المقدسة اليهودية (الأيام المقدسة العليا)، أمَّا خلال الأيام العادية فيقول آيزينبرغ: «يفتح [الكنيس] أبوابه في يومٍ مثل هذا اليوم. إنها عبادة دينية حيث يمكنك الدخول والخروج.»
وأُغلِقَ حرم جامعة كارنيغي ميلون على ضوء الحادث وفُصِلت جميع الأنشطة التي ترعاها الجامعة. ودعت السلطات المحلية السكان إلى التزام منازلهم والابتعاد عن الشوارع.
واجتمع في الليلة التي وقع بها الحادث أكثر من 3,000 شخص بحي سكويرل هيل السكنية بالمدينة في وقفة تضامنية بالشموع دعوةً للتسامح الديني نظمَّها مجموعة من الطلاب من ثانوية تايلور آلديردايس القريبة. وكذلك جرى تنظيم وقفتين تضامنيتين آُخرتين في المنطقة أيضاً تضامناً مع الضحايا والمصابين وذويهم.